# Composant monté en surface
 (janvier 2015).
Si vous disposez d'ouvrages ou d'articles de référence ou si vous connaissez des sites web de qualité traitant du thème abordé ici, merci de compléter l'article en donnant les références utiles à sa vérifiabilité et en les liant à la section « Notes et références ».
Pour les articles homonymes, voir CMS.

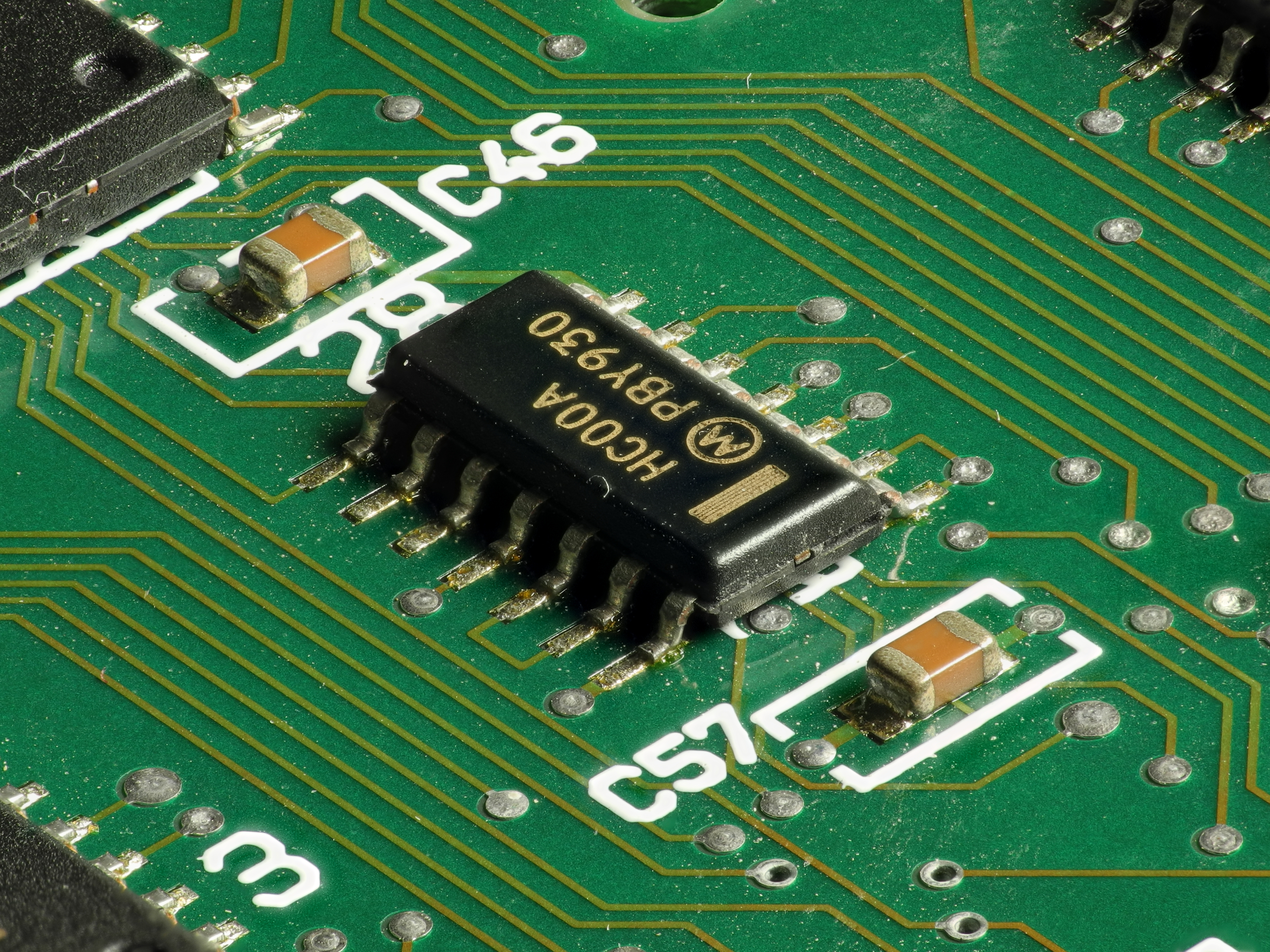
Puce électronique et deux condensateurs montés en surface sur un circuit imprimé.

Le composant monté en surface appelé aussi CMS, ou SMC (surface mounted component) en anglais, désigne un type de composants utilisé par l'industrie électronique pour la fabrication de cartes électroniques. Ce type de composant est posé directement à la surface d'un circuit imprimé, à la différence des composants traversants dont les broches sont insérées à travers la carte. Les composants sont ensuite brasés pour réaliser à la fois une liaison électrique avec les plages du circuit imprimé et une fixation mécanique.

## Historique
Les composants montés en surface commencent à remplacer les composants traversants dans les années 80, en même temps que l'apparition des machines de pose automatique, dans le courant de la miniaturisation et de l'industrialisation générale de l'électronique.
Les composants électroniques des générations précédentes (dits traditionnels ou traversants) sont équipés de broches destinées à traverser le circuit imprimé, la soudure se faisant du côté opposé de la carte afin de relier électriquement les broches au circuit imprimé.
Les composants montés en surface (CMS) ont changé la fabrication :
- L'assemblage est plus rapide : une ligne de pose de CMS atteint couramment 100000 composants par heure, contre 2 à 6000 composants par heure pour une station d’insertion automatique de composants traversants. Ceci a un impact important sur le coût du produit;
- Des composants peuvent être placés plus facilement sur les deux faces de la carte, ce qui augmente la densité de composants mais aussi la complexité du circuit imprimé, qui a évolué vers une technologie multi-couches ;
- Les composants sont plus petits et plus légers, leurs propriétés mécaniques en vibration génèrent moins de contraintes;

- Les circuits imprimés n'ont plus à être percés pour passer les connexions des composants, bien que les trous de passage des liaisons entre faces (les vias), y compris les couches internes, de plus petit diamètre, subsistent ;
- Les résistances et inductances électriques parasites sont diminuées, augmentant ainsi les performances en hautes fréquences, du fait de la diminution de la longueur des connexions inter-composants.

Il faut toutefois noter qu'en fabrication de série, les composants montés en surface ne peuvent être assemblés que dans un environnement industriel, à l’aide d’équipements HiTech, pour qu’un niveau de qualité acceptable soit obtenu.

Différents types de composant montés en surface
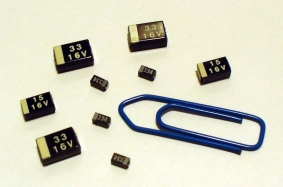
Condensateurs à côté d'un trombone.
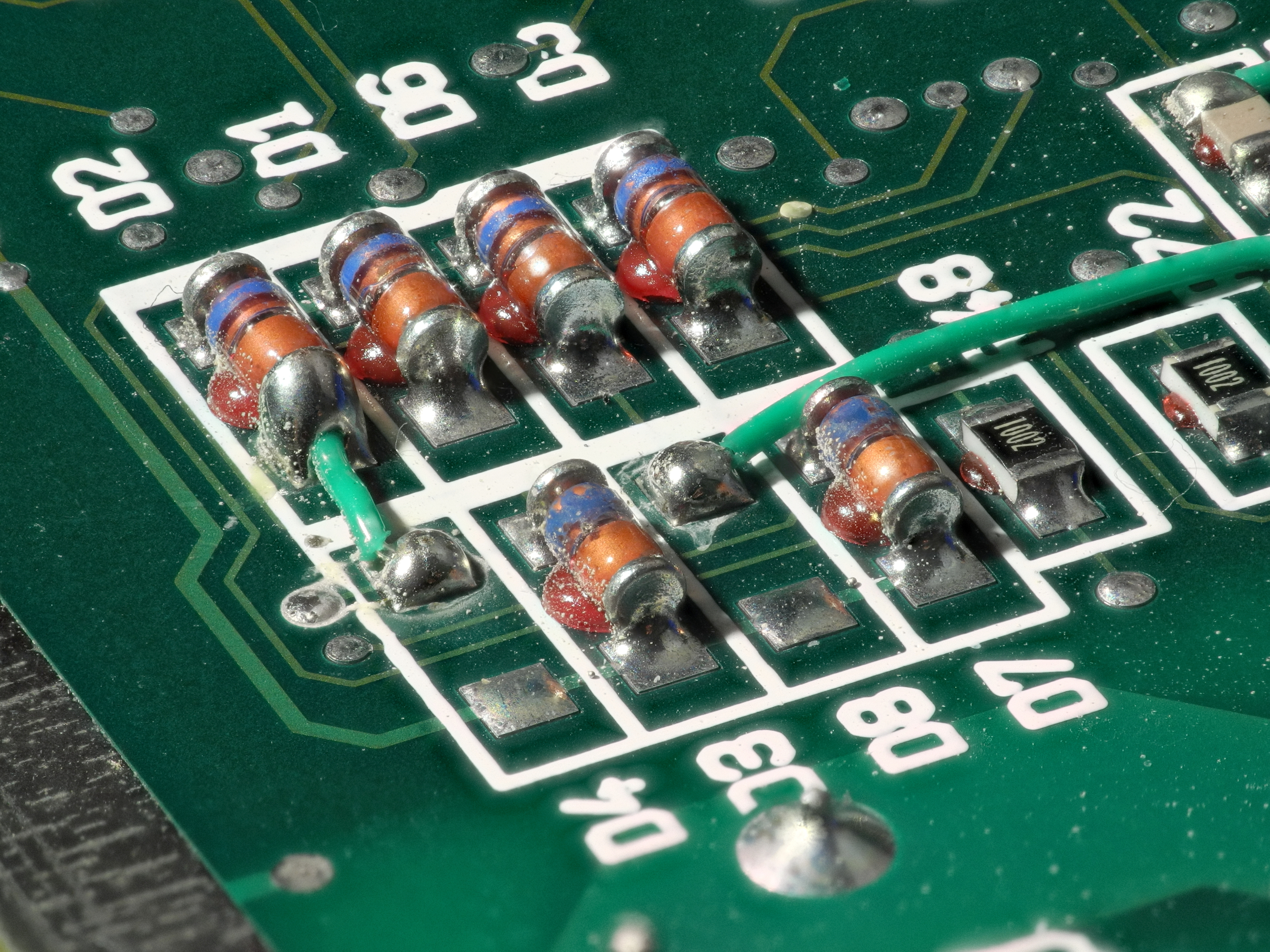
Boîtiers SOD80 (diodes)
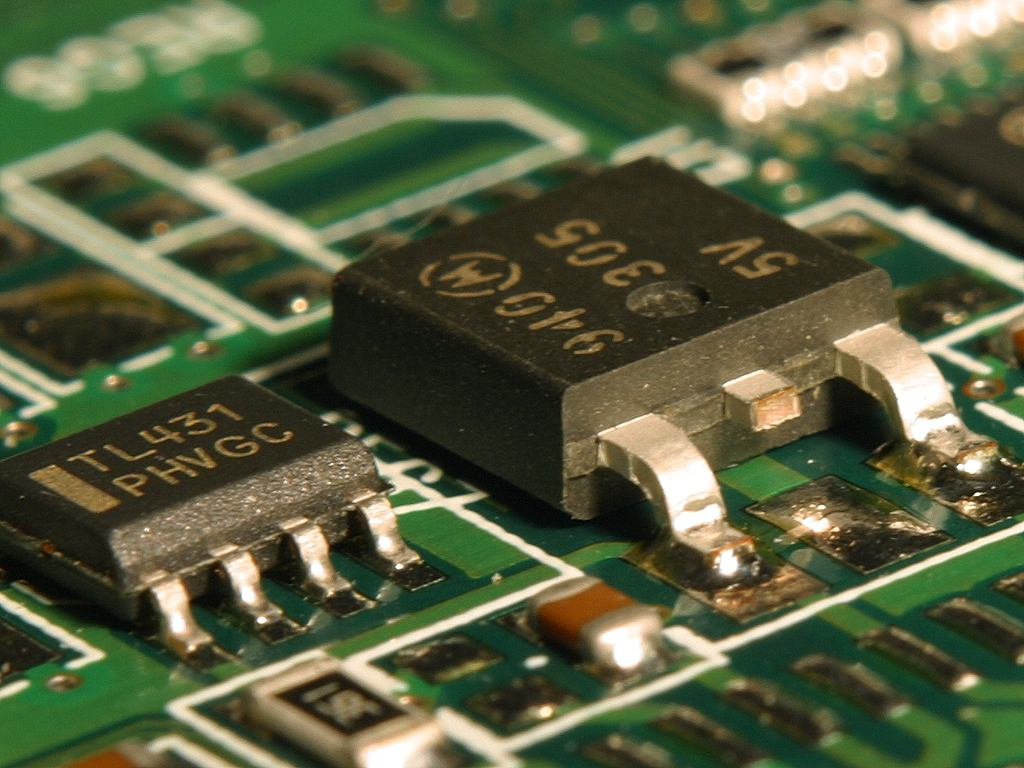
Boîtier SOIC à gauche (circuit intégré). Boîtier D-Pack à droite (transistor de puissance)
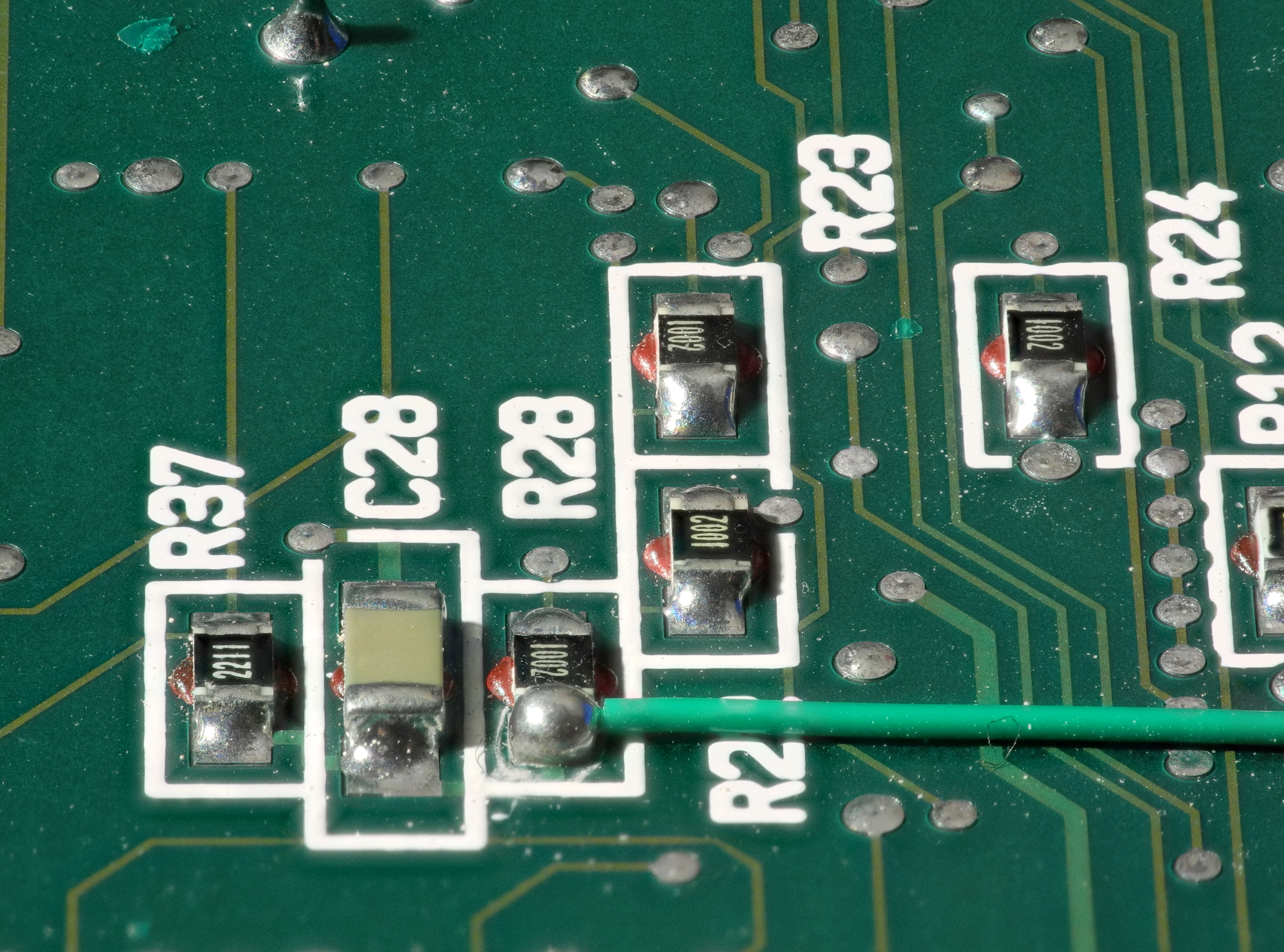
Chips (résistances)
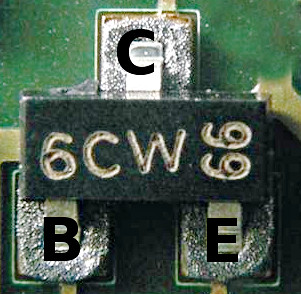
Boîtier SOT23 (transistor bipolaire)

## Caractéristiques

### Types de composants (liste non exhaustive)

#### Melfs
Les premiers à apparaître. Ce sont des résistances cylindriques dont les connexions sont remplacées par une métallisation.

#### Chips
- Chips résistifs : Des rectangles de céramique métallisés aux extrémités, pourvus d'une encre résistive.
- Condensateurs multi-couches : Condensateurs céramiques.
- Condensateurs chimiques

La taille des chips est donnée par leur désignation (on parle d'un chip 0402, par exemple) :

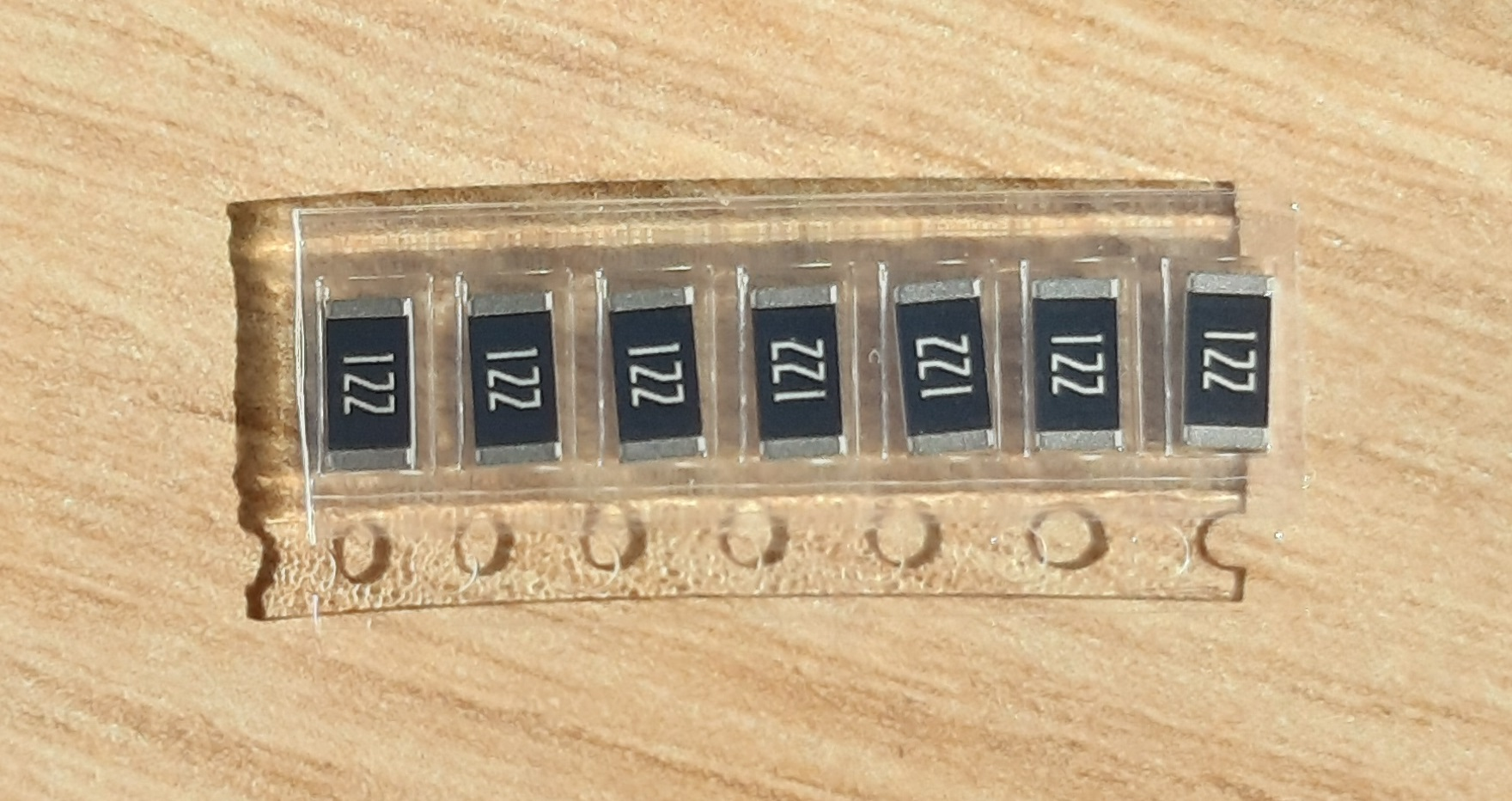
Résistances SMD (surface-mounted device) dans l'emballage d'origine - cet emballage permet une utilisation dans une machine de placement.

- 1206 : 3 x 1.5 mm
- 0603 : 1.5 x 0.75 mm
- 0402 : 1 x 0.5 mm
- 0201 : 0.5 x 0.25 mm
- 01005 : 0.25 x 0.12 mm

#### SOT
- Transistors
- Diodes

#### SOIC (Small Outline Integrated Circuit)
Ce sont des circuits intégrés dont les dimensions ont été divisées par 2 ou 4.

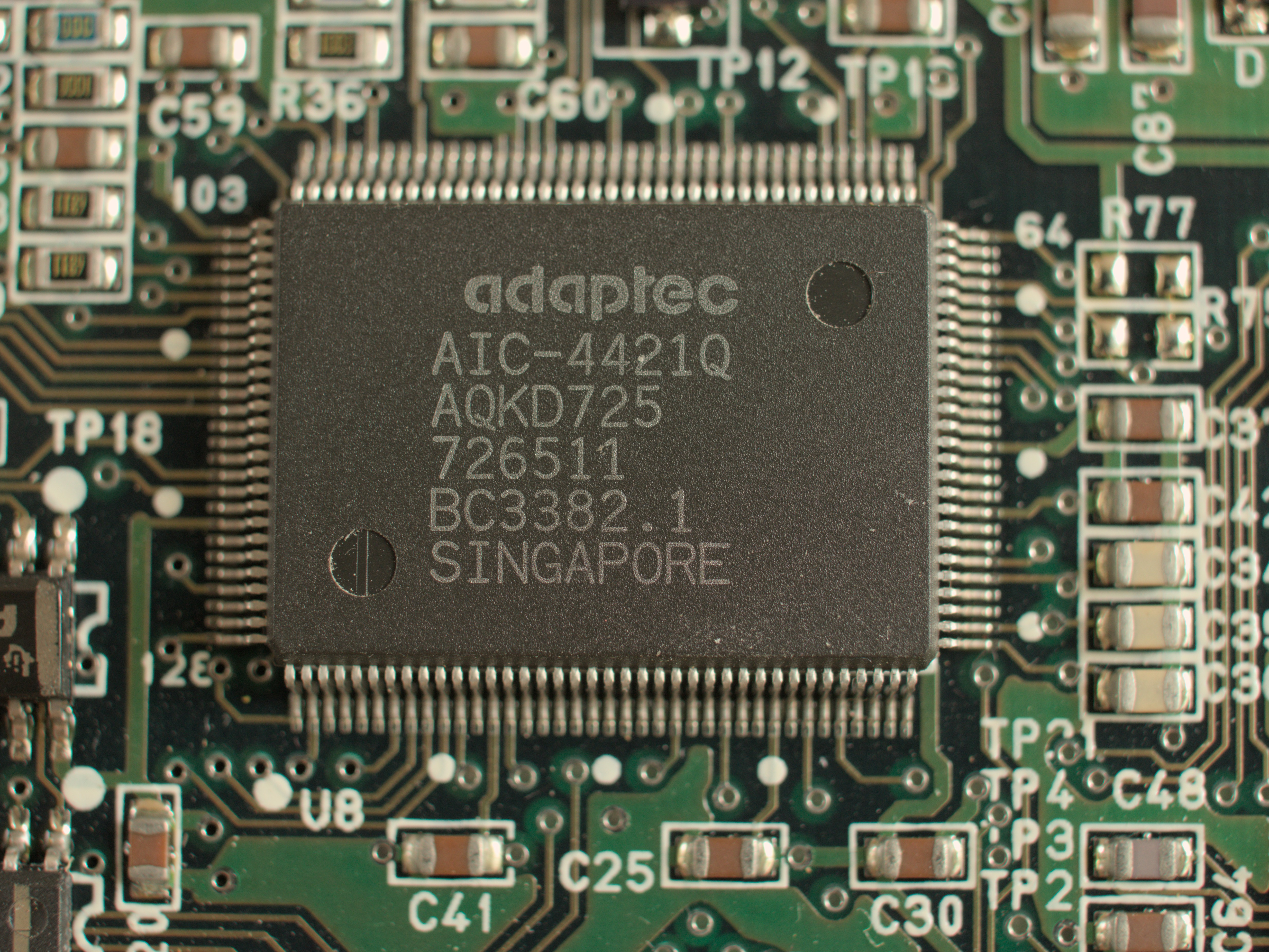
Flat-Pack 128. Composant VLSI (Very Large Scale Integrated) possédant 128 connexions.

#### PLCC (Plastic Leaded Chip Carier)
Circuits intégrés dédiés initialement à la refusion. Les connexions 'en J' sont portées sur les 4 cotés, ce qui permet de les multiplier.

#### QFP (Quad Flat Pack)
Circuits pouvant être dotés d'un grand nombre de connexions (plus de 100) avec une distance entre connexions (le pitch) inférieure au mm. Le même type de boîtier existe avec des connexions imprimées sur les boîtier : il n'y a pas de connexions sortantes. Ce sont les QFN (Quad Flat No lead packages)

#### BGA (Ball Grid Array)

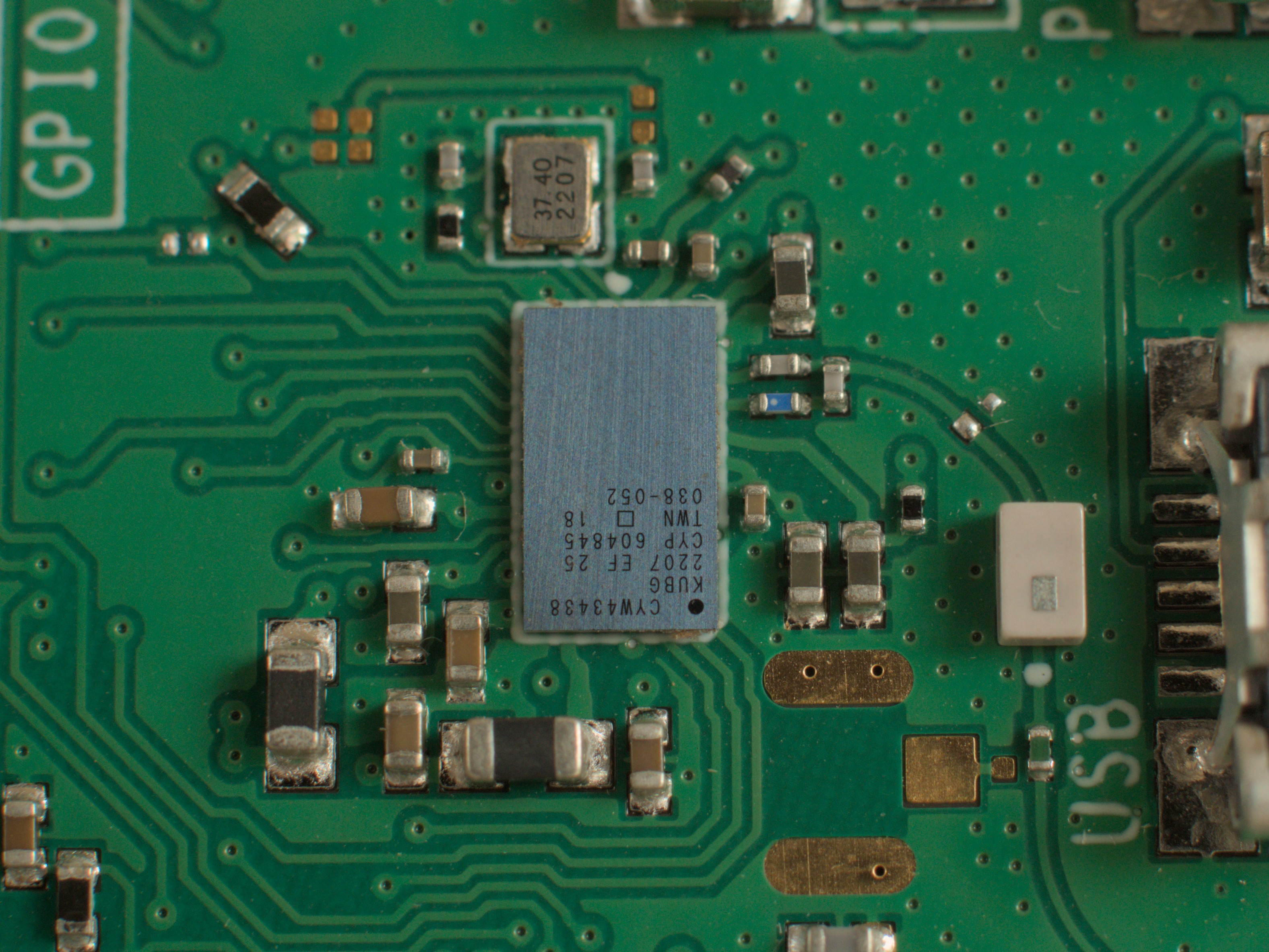
BGA (Ball Grid Array). Les connexions ne sont pas visibles depuis le dessus du composant.

Les connexions sont des billes qui sont brasées sous le composant, sur toute sa surface. Chaque bille est en contact avec un plot de brasage sur le circuit imprimé. Cela implique une précision suffisante au niveau du circuit pour passer toutes les pistes conductrices en lien avec les billes. Un équipement à rayons X est nécessaire pour inspecter les brasures. L'avantage est le grand nombre de connexions possibles, pour une faible surface. A noter : Les billes, sur certains boîtiers, sont remplacées par des cylindres.

#### COB (Chip On Board)

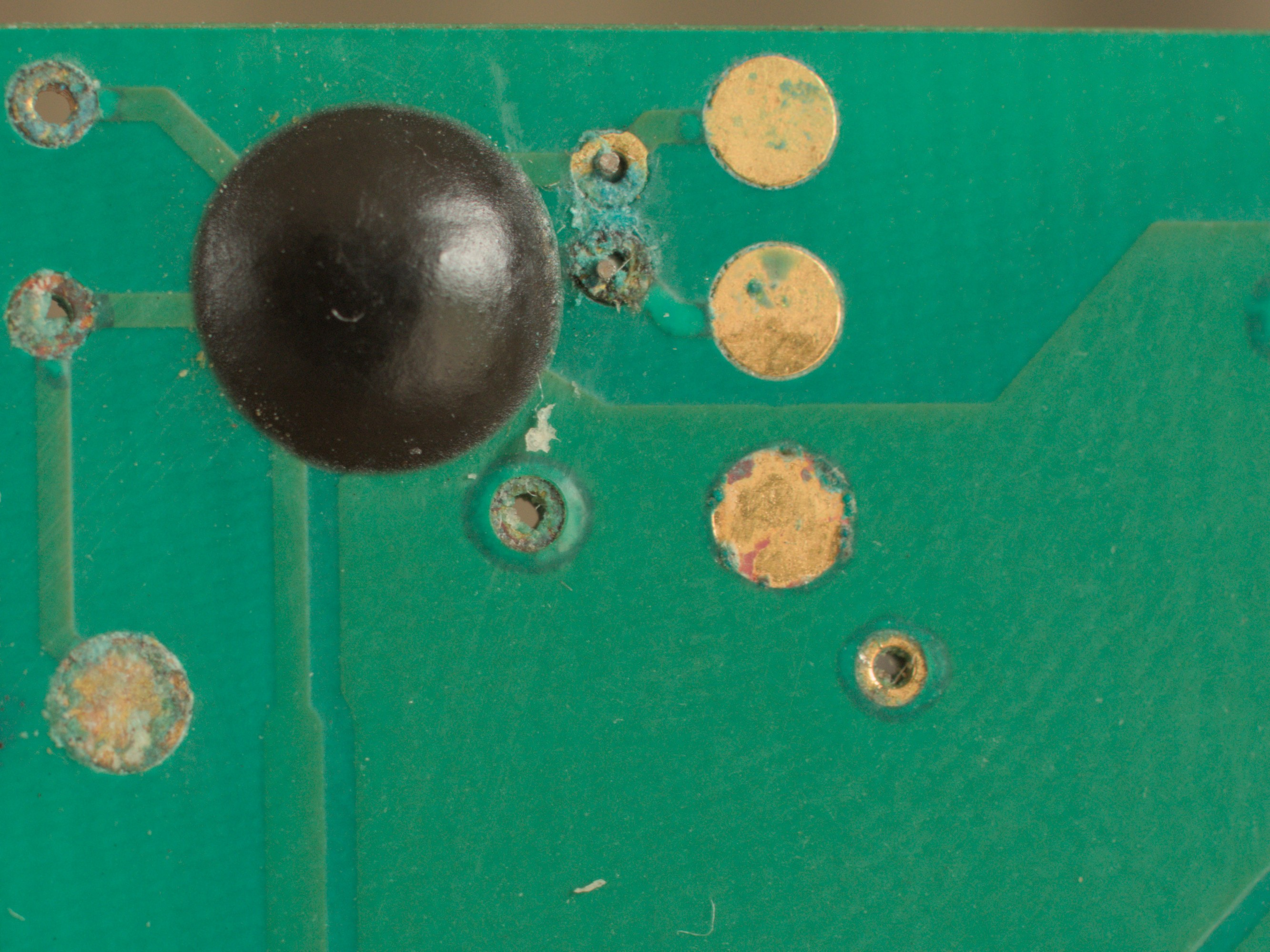
Chip On Board

Le CMS ultime : La puce, qui normalement est dans un boîtier de circuit intégré, est ici déposée directement sur le circuit imprimé, et la connexion est réalisée par des fils directement de la puce vers le circuit imprimé (cette opération est nommée le bonding). Le tout est ensuite encapsulé dans de la résine déposée sur le circuit imprimé. Cette technique nécessite des équipements dédiés à la pose des puces et des fils.

## Substrats utilisés
Au début des années 80, les CMS utilisés dans les produits fabriqués en série (notamment les téléviseurs) sont des MELFs, soit des résistances 1/4w dont les connexions filaires sont remplacées par des plots de brasage. Les substrats sont constitués à base de papier phénolique, le plus souvent simple face, dont les plots de brasage sont étamés : le cuivre du circuit est recouvert d’un alliage étain - plomb à l’endroit où la brasure doit être réalisée. La filière avec collage et brasage à la vague est majoritairement utilisée.
L’augmentation de la densité des composants, leur miniaturisation, abouti à une diminution des entraxes des connexions: un circuit intégré traditionnel a des connexions au pas de 2,54 mm, un SOIC (circuit intégré CMS) a des connexions au pas de 1,27 mm, les rendant plus difficiles à souder à la vague. Les circuits imprimés des produits de séries sont ensuite réalisés en epoxy, et la protection du cuivre à l’endroit des plots de brasage est faite à l’aide d’un placage en or d’une épaisseur de 0,8 micromètres environ, d’une grande planéité, permettant la refusion.
Le placage peut également être réalisé en Étain chimique, présentant également une très bonne planéité.
Des substrats en alumine sont utilisés pour les circuits de petites dimensions utilisés en UHF, ou positionnés sur un circuit imprimé comme un macro-composant.
Les substrats aluminium sont utilisés, recouvert d’une feuille isolante, puis des pistes de cuivre, lorsqu’une dissipation thermique doit être assurée, dans certains systèmes d’alimentation des avions, et également dans les systèmes d'éclairage à LED, par exemple.
La nature du substrat a un impact fort sur les paramètres de brasage lors de l’opération de refusion.

## Les types de défauts spécifiques aux CMS

### Composants non conformes
- L’absence de marquage sur certains composants (notamment les condensateurs multicouches) favorise les erreurs de référence. Certains équipements de pose intègrent une station de test pour contrôler la valeur des composants, ou vérifient les valeurs des composants par lecture des étiquettes code-barres sur les bobines de composant.
- Composant cassé ou fissuré par un stress mécanique.

### Défauts de brasure
- Court-circuit causé par un excédent de crème à braser ou le décalage d’un composant.
- L’effet tombstone (pierre tombale) ou menhir, affectant les chips, où le composant se dresse à la verticale lorsque le brasage progresse de façon asymétrique à chaque extrémité du composant. Ce défaut est prévenu en optimisant le point de dépose et/ou la forme du plot de brasage. La contamination des plots de brasage ou des parties métallisées des composants peut également être la cause de ce défaut.

- Connexion non brasée, car non en contact avec l’alliage lors de la refusion (composant surélevé). Un contrôle de l’alignement des connexions est réalisé par l’équipement de pose lors de la prise des composants multi-broches.
- Void (bulles dans les joints brasés) fragilisant les connexions, causé par des bulles de gaz dans l’alliage. Est traité en optimisant le profil de refusion. De nouvelle génération de four (depuis 2020) permettent de braser en dépression pour limiter les bulles dans l’alliage.
- Présence de micro billes causée par la présence de crème à braser sur l’écran, a d’autres endroits que les ouvertures de l’écran. Ces billes peuvent causer des courts-circuits ou diminuer les distances d’isolation. Ce problème  est prévenu par un dispositif de nettoyage qui est activé sur l’équipement de sérigraphie à intervalle régulier.